# Покровское (Амурская область)
Покровское — упразднённый посёлок в Зейском районе Амурской области России. Исключен из учётных данных в 1974 году.

## География
Посёлок располагался на левом берегу реки Ток (приток Зеи) в месте впадения в неё ручья Покровский, на расстоянии примерно 46 километров (по прямой) к северо-востоку села Бомнак.

## История
Возник при одноимённом прииске.
Решением Амурского исполкома от 7 июня 1974 года № 253, посёлок Покровское исключен из учётных данных как несуществующий.